# Comadia albistriga
Comadia albistriga is een vlinder uit de familie van de Houtboorders (Cossidae). De wetenschappelijke naam van de soort is voor het eerst gepubliceerd in 1918 door William Barnes en James Halliday McDunnough.
De soort komt voor in het westen van de Verenigde Staten.